# Mohamed Charfi (personnalité tunisienne)
Pour les articles homonymes, voir Mohamed Charfi et Famille Charfi.
Mohamed Charfi (arabe : محمد الشرفي), né le 11 octobre 1936 à Sfax et mort le 6 juin 2008 à Tunis,, est un juriste, universitaire et homme politique tunisien.
Juriste et intellectuel engagé, francophile et partisan d'une laïcité « raisonnée », il prendra la tête de la Ligue tunisienne des droits de l'homme avant d'être nommé à la tête du ministère de l'Éducation en 1989.
En 1994, après avoir démissionné du gouvernement, il continue à militer pour une Tunisie démocratique. Il est l’initiateur du « Manifeste de la République » qui dresse un réquisitoire sévère du régime de Zine el-Abidine Ben Ali. Il s’investit également, de manière intense, sur la scène internationale : il est notamment membre du groupe de haut niveau créé en 2005 sous le patronage des Nations unies et qui conduit à la création de l’Alliance des civilisations.

## Militant
Issu d'une famille de lettrés religieux assez conservatrice, c'est durant des études à la faculté de droit de Paris que le militant de l'Union générale des étudiants de Tunisie proche des thèses de Mehdi Ben Barka participe à la création du mouvement d'extrême gauche Perspectives tunisiennes en 1963 et à l'implantation de cellules du mouvement en Tunisie. En mars 1968, la plupart des militants du mouvement sont arrêtés : Mohamed Charfi passe quinze mois dans le bagne de Borj er-Roumi où il s'éloigne des positions de ses camarades attirés par le maoïsme, trop radical à ses yeux,.
Gracié par Habib Bourguiba le 1er juin 1969, il reprend le chemin de l'université, obtient son agrégation de droit privé en 1971 et devient assistant, puis professeur à la faculté de droit de Tunis et à la faculté des sciences juridiques, politiques et sociales de Tunis où il est nommé professeur émérite en 1996.
En 1980, il adhère à la Ligue tunisienne des droits de l'homme (LTDH) dont il devient vice-président en 1982, puis président par intérim en août 1988. Lors du troisième congrès de la LTDH réuni les 11 et 12 mars 1989, il est élu président. C'est là que le président Zine el-Abidine Ben Ali, au pouvoir depuis deux ans, le nomme ministre de l'Éducation nationale, de l'Enseignement supérieur et de la Recherche scientifique le 11 avril 1989. Cette nomination favorisée par Dali Jazi et le Premier ministre Hédi Baccouche marque l'apogée de l'ouverture du gouvernement à la société civile.

## Homme politique
Charfi met alors en chantier une réforme qui établit une nette séparation entre l'enseignement religieux et l'instruction civique et qui ouvre les écoles et lycées à la pensée contemporaine et au regard critique, tout cela en tentant de garder sa liberté de jugement illustrée notamment par son refus de traduire l'universitaire Larbi Chouikha en conseil de discipline pour avoir cosigné un article critique dans Le Monde diplomatique. Pourtant, ses rapports avec le ministre de l'Intérieur Abdallah Kallel se détériorent.
Le 30 mai 1994, le président met fin à ses fonctions à l'occasion d'un remaniement ministériel et le remplace par le député Ahmed Friaâ. Certaines sources affirment qu'il avait démissionné pour marquer son désaccord avec le durcissement du régime,.
Le 20 mars 2001, il rend public un « Manifeste de la République », signé par une centaine de personnalités de la société civile, mettant en garde contre la réforme constitutionnelle qui prolongerait la durée des mandats présidentiels. En 2004, il soutient la candidature de Mohamed Ali Halouani à l'élection présidentielle.

## Intellectuel
Jusqu'à la fin de sa vie, il participe à des conférences sur l'avenir de la société musulmane, le fossé entre l'Orient et l'Occident, les moyens de réconcilier le musulman avec l'histoire de sa religion, etc. Ses publications concernent des sujets comme la loi, la réforme de l'éducation, l'influence de la religion sur le droit international, etc. Démocrate sans parti politique, il évoque l'actualité politique internationale dans des chroniques sur Medi 1. Il est aussi appelé par le secrétaire général des Nations unies Kofi Annan, en 2005, à siéger au sein de la commission de haut niveau des Nations unies pour le dialogue des civilisations, qui donne lieu à la création de l'Alliance des civilisations.
Dans son livre paru en 1999, Islam et liberté : le malentendu historique, œuvre majeure de sa vie, il s'inscrit dans la tradition du réformisme musulman et tunisien, dans un essai, qu'il articule autour de quatre grandes problématiques que sont l'intégrisme, le droit, l'État et l'éducation. Dénonçant l'extrémisme religieux et la vision de la charia comme œuvre divine, il présente un point de vue libéral sur l'islam réconcilié avec les concepts du droit et de l'État. Il y écrit ainsi que « l'islam est d'abord une religion, non une politique, une question de conscience et non d'appartenance, un acte de foi et non de force ». Dans ce contexte, la laïcité « à la française » n'est pas adaptée pour lui en raison de l'absence de clergé sunnite et du rôle de l'État dans l'entretien des mosquées. Il dessine alors la nécessité de séparer fonction politique et religieuse au sein de l'État dans le but de voir émerger la liberté et la démocratie. Il invite ainsi à revisiter les idées des mutazilistes, d'Averroès et des rationalistes pour permettre aux musulmans de concilier islam, modernité et liberté.
Marié à Faouzia Rekik, une physicienne, et père de trois filles, Mohamed Charfi meurt d'un cancer le 6 juin 2008. Il se voit inhumé le lendemain au cimetière du Djellaz à Tunis en présence des principaux dirigeants de l'opposition et du ministre de l'Enseignement supérieur Lazhar Bououni. Faouzia, ancienne directrice de l'Institut préparatoire aux études scientifiques et techniques, est nommée secrétaire d'État auprès du ministre de l'Enseignement supérieur et de la Recherche scientifique en 2011.

## Hommages

### En France
Le 16 juillet 2008, France Culture lui rend hommage en évoquant sa carrière politique et scientifique dans l'émission Le bien commun d'Antoine Garapon.
Les 6 et 7 février 2009, un hommage est rendu à ses œuvres contre l’obscurantisme religieux lors de la quinzième édition du Maghreb des livres tenue à la mairie du 13e arrondissement de Paris. Rebaptisé Maghreb-Orient des livres, ce même salon lui rend hommage lors de sa 24e édition le 3 février 2018 à l'hôtel de ville de Paris.

### En Tunisie
Le 4 juin 2011, l'École normale supérieure de Tunis organise une journée intitulée Hommage à Mohamed Charfi : Charfi et les lumières pour rendre hommage à sa pensée.
Le 5 juin 2015, Mosaïque FM rend hommage à sa carrière intellectuelle et engagée dans Chronique IL.

## Distinctions
- Grand officier de l'ordre de la République tunisienne[16].